# Hayley Mills
Pour les articles homonymes, voir Mills.
Hayley Mills, née le 18 avril 1946 à Londres au Royaume-Uni, est une actrice, et chanteuse britannique et un ancien enfant acteur. 

## Biographie
Elle est apparue dans de nombreux projets de Walt Disney Pictures entre 1960 et 1965
Hayley Mills est la fille de l'acteur John Mills et la sœur de l'actrice Juliet Mills. Elle étudie la danse à l'Elmhurst School for Dance à Camberley dans le Surrey avant d'être découverte par J. Lee Thompson qui la fait tourner dans Les Yeux du témoin (1959). Dès l'année suivante elle devient l'une des révélations des productions britanniques de Disney dans Pollyanna (1960) entamant une longue carrière avec Walt Disney Pictures.

## Filmographie

### Cinéma
- 1947 : So Well Remembered : Un bébé (non créditée)
- 1959 : Les Yeux du témoin (Tiger Bay) : Gillie
- 1960 : Pollyanna : Pollyanna
- 1961 : La Fiancée de papa (The Parent Trap) : Susan Evers / Sharon McKendrick
- 1961 : Whistle Down the Wind : Kathy Bostock
- 1962 : Les Enfants du capitaine Grant (In Search of the Castaways) : Mary Grant
- 1963 : L'Été magique (Summer Magic) : Nancy Carey
- 1964 : Mystère sur la falaise (The Chalk Garden) : Laurel
- 1964 : La Baie aux émeraudes (The Moon-Spinners) : Nikky Ferris
- 1965 : The Truth About Spring : Spring Tyler
- 1965 : L'Espion aux pattes de velours (That Darn Cat!) : Patti Randall
- 1966 : Sky West and Crooked : Brydie White
- 1966 : The Trouble with Angels : Mary Clancy
- 1966 : The Daydreamer de Jules Bass : La petite sirène (voix)
- 1966 : The Family Way : Jenny Fitton
- 1967 : Africa: Texas Style : Une jeune femme blonde à l'aéroport (non créditée)
- 1967 : Pretty Polly : Polly Barlow
- 1968 : Sous l'emprise du démon (Twisted Nerve) : Susan Harper
- 1970 : Take a Girl Like You : Jenny Bunn
- 1971 : Mr. Forbush and the Penguins de Roy Boulting, Arne Sucksdorff et Alfred Viola : Tara St. John Luke
- 1972 : Endless Night : Fenella 'Ellie' Thomsen
- 1974 : Cet emmerdeur de Charly (What Changed Charley Farthing) : Jenny
- 1974 : Mortelle rencontre (Deadly Strangers) : Belle Adams
- 1975 : The Kingfisher Caper : Tracey Van Der Byl
- 1988 : Rendez-vous avec la mort (Appointment with Death) : Miss Quinton
- 1990 : After Midnight : Sally Ryan
- 1994 : Le Lutin magique (A Troll in Central Park) : Hilary (Voix)
- 2004 : 2BPerfectlyHonest : Terri
- 2005 : Stricken : Hildy
- 2010 : Mandie and the Cherokee Treasure : Mary Elizabeth Taft
- 2011 : Un cadeau inatendu (Foster) : Mme Lange
- 2021 : Last Train to Christmas : Maman
- 2024 : Trap de M. Night Shyamalan : docteur Josephine Grant

### Télévision
- 1974 : Angoisses (Thriller) (Série TV) : Samantha Miller
- 1979, 1980 et 1985 : La croisière s'amuse (The Love Boat) (Série TV) : Cheryl Tyson / Leila Stanhope / Dianne Tipton
- 1981 : The Flame Trees of Thika (Série TV) : Tilly
- 1981-1985 : Jackonary(Série TV) : La liseuse d'histoire
- 1983 : Bizarre, bizarre (Tales of the Unexpected) (Série TV) : Claire Hawksworth
- 1986 : The Parent Trap II (Téléfilm) : Susan Carey / Sharon Ferris
- 1986 : Arabesque (Murder She Wrote) (Série TV) : Cynthia Tate
- 1986 : Histoires fantastiques (Amazing Stories) (Série TV) : Joan Simmons
- 1987-1989 : Bonjour, Miss Bliss (Good Morning, Miss Bliss) (Série TV) : Miss Carrie Bliss
- 1989 : Les femmes de papa (Parent Trap III) (Téléfilm) : Susan Evers / Sharon Grand
- 1989 : Back Home (en) (Téléfilm) : Mme Peggy Dickinson
- 1989 : Parent Trap: Hawaiian Honeymoon (Téléfilm) : Susan Wyatt / Sharon Evers
- 2007-2012 : Vie sauvage (Wild at Heart) (Série TV) : Caroline Du Plessis
- 2014 : Inspecteur Barnaby (Série TV) : Lizzy Thornfield
- 2014 : Moving On (Série TV) : Madge
- 2019 : Pitching In (Série TV) : Iona
- 2022 : Compulsion (Série TV) : Connie Bertram
- 2023 : Unforgotten (Série TV) : Lady Emma Hume

### Compilation
- 2019 : Let's Get Together

## Récompenses et nominations

### Récompenses
- Oscar de la jeunesse en 1960[3].
- Disney Legends en 1998[4]